# Vaire-le-Petit
Vaire-le-Petit è un comune francese di 203 abitanti situato nel dipartimento del Doubs nella regione della Borgogna-Franca Contea.

## Società

### Evoluzione demografica
Abitanti censiti